# Pachakutik
El Movimiento de Unidad Plurinacional Pachakutik (MUPP) es un movimiento político ecuatoriano de tendencia indigenista. Surgido el 1 de noviembre de 1995, como una plataforma política de varias organizaciones sociales, encabezadas por la Confederación de Nacionalidades Indígenas del Ecuador (Conaie). En la actualidad, la Conaie es, por mucho, el colectivo predominante dentro del MUPP, por lo que funge como su brazo político.

## Ideología
Esta organización se define a sí misma como un movimiento político independiente de partidos tradicionales que representan a otros grupos de poder. Principalmente compuesta por elementos de organizaciones indígenas tiene dentro de su ideario elementos como la constitución del estado plurinacional en el Ecuador que respete la interculturalidad. Inspirados en la cosmovisión indígena y declarando su oposición a cualquier forma de explotación, de opresión y de injusticia a la vez que apoyan la autodeterminación de los pueblos.

## Historia

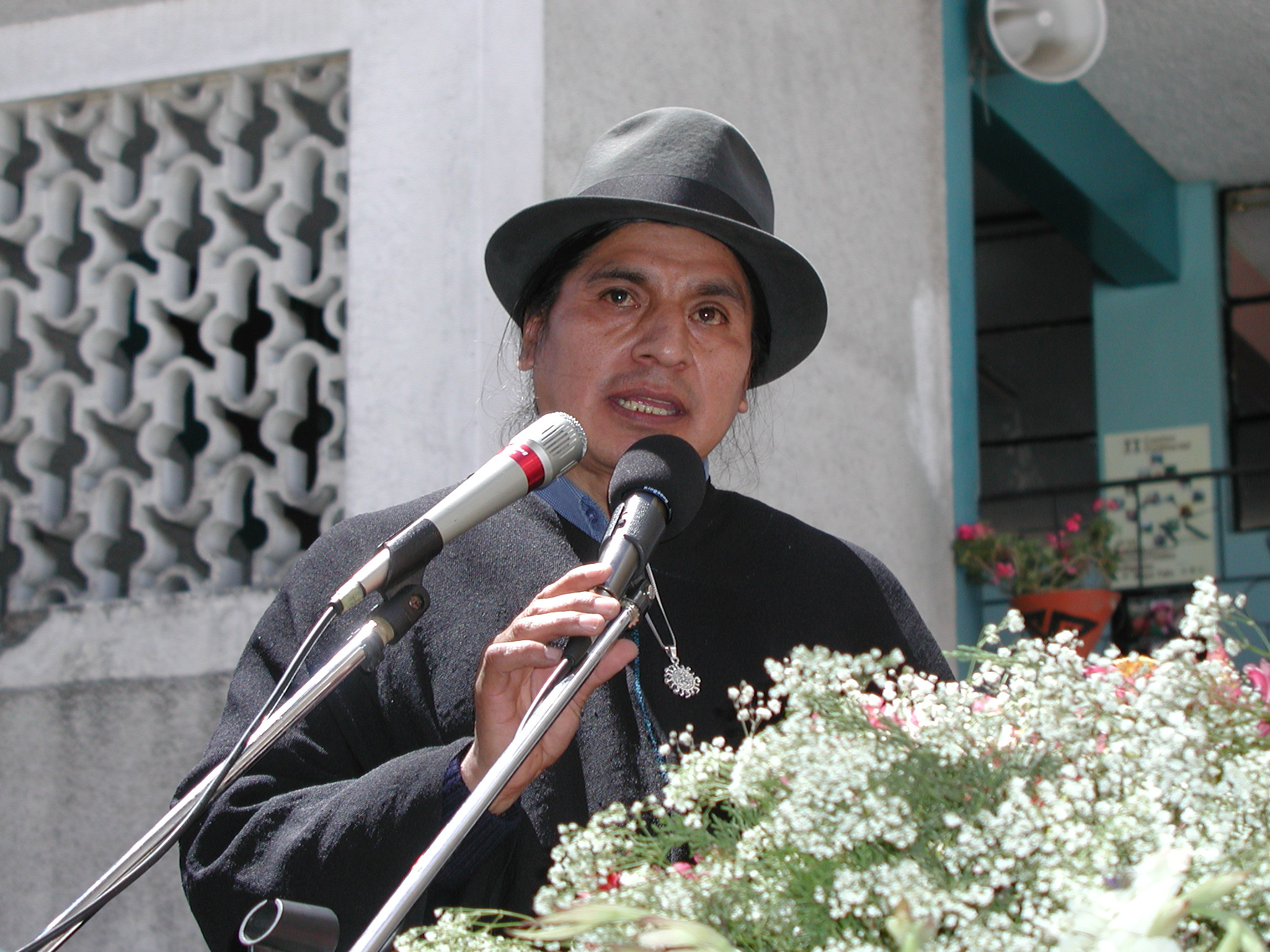
Luis Macas lideró la primera lista nacional de diputados de Pachakutik en las elecciones legislativas de 1996.

### Antecedentes y surgimiento
La población indígena fue históricamente marginada de la política ecuatoriana, es así que a mediados del siglo XX, se empiezan a integrar, dentro de colectivos sociales, muchas veces adherentes a los partidos existentes en aquella época. También surgieron organizaciones indígenas, que se fueron consolidando y agrupándose, durante la década de los 70. Para 1986, nació la Confederación de Nacionalidades Indígenas del Ecuador (Conaie), aglutinando a la mayor parte de organizaciones indígenas, a través de sus filiales regionales. La Conaie, fue parte de varias protestas durante los siguientes años, destacándose el primer levantamiento indígena nacional, en 1990. Al no sentirse representadas por ninguna candidatura, las organizaciones indígenas llamaron a sus bases a la abstención electoral y promovieron un discurso anti-institucional, al no sentirse identificados con ninguna candidatura.
La consulta popular de 1994 convocada por el gobierno neoliberal de Sixto Durán-Ballén comenzó a dar una idea a las organizaciones indígenas para realizar una participación electoral, algo que sería más tarde aceptado por la Conaie. Fue así como el 5 de junio de 1995, nace el Movimiento de Unidad Plurinacional Pachakutik - Nuevo País En este proyecto se integrarían, además de la Conaie: la Coordinadora de Movimientos Sociales (CMS), los trabajadores petroleros, el Movimiento de Ciudadanos por un Nuevo País, y además pequeños grupos de izquierda ecuatoriana.  Se auspiciaría la candidatura presidencial del entonces periodista Freddy Ehlers en las elecciones de 1996, consiguiendo con este binomio el tercer lugar en la elección. En las legislativas, Pachakutik alcanzó 8 escaños en el Congreso Nacional con una lista liderada por el dirigente de la Conaie, Luis Macas, quedando como primera fuerza de izquierda en la cámara.

### Participación en las urnas y golpes de estado
Pachakutik fue parte de la oposición al efímero gobierno de Abdalá Bucaram, siendo una de las principales organizaciones que protagonizaron las movilizaciones sociales, formando el "Frente Patriótico de Defensa del Pueblo". Bajo convocatoria de la Conaie, realizaron el cierre de carreteras y luego marchas sobre la ciudad de Quito, en las que participaron múltiples organizaciones políticas, que desembocaron en el derrocamiento de Bucaram, el 6 de febrero de 1997.
Tras las elecciones presidenciales de 1998, formaron parte de la oposición al gobierno de Jamil Mahuad, en cuyo periodo se dio la crisis financiera de 1999. Fueron activos participantes de manifestaciones y paralizaciones, siendo Pachakutik y la Conaie, los principales protagonistas de la caída del gobierno de Mahuad, el 21 de enero de 2000, después de haber marchado desde la Amazonía y el norte del país, exigiendo la interrupción del proceso de dolarización, el retorno al sucre, y la renuncia de Mahuad, marcha a la que se adhirió el coronel Lucio Gutiérrez junto a otros militares. Para el mediodía, la marcha ocupó el Congreso y el Tribunal Supremo al retirarse la policía. Lucio Gutiérrez, Carlos Solórzano, expresidente de la Corte Suprema de Justicia y cercano al Partido Roldosista Ecuatoriano de Abdalá Bucaram, y el presidente de la Conaie, Antonio Vargas, formaron un triunvirato simbólico llamado "Junta de Salvación Nacional", posesionándose dentro del ocupado Congreso, pero sin más poder que dentro de las instalaciones del edificio tomado. Las Fuerzas Armadas, aprovecharon la conmoción causada para retirar el apoyo militar a Mahuad, controlar a dicho triunvirato, e intentar establecer un gobierno militar; no obstante, luego de no obtener apoyo internacional, organizaron el traspaso de poder al entonces vicepresidente, Gustavo Noboa el 22 de enero.

### Llegada al poder y primeras fricciones
Tras la toma simbólica del poder en el golpe de Estado del 2000, empezarían las primeras pugnas dentro de la Conaie y Pachakutik, en vísperas de las elecciones presidenciales de 2002. Es así que dirigentes indígenas, como Antonio Vargas, se pasarían hacia el Movimiento Indígena Amauta Jatari, el cual lanzó a Vargas como candidato presidencial. Por su parte, Pachakutik y la Conaie apoyarían la candidatura de Lucio Gutiérrez; su apoyo fue fundamental para que Gutiérrez alcanzara la presidencia. Tras la posesión de Gutiérrez, Pachakutik formó parte de la coalición de gobierno. No obstante, Gutiérrez estructuró un gabinete diverso pero contradictorio: el frente económico y político se encontraba en manos de los sectores tradicionales de la derecha. Por otro lado, entregó 4 ministerios a Pachakutik, entre los que destacaban los de Relaciones Exteriores y Agricultura, cuyos ministros eran Nina Pacari y Luis Macas, históricos dirigentes de la Conaie.
Pronto las discrepancias políticas con quienes lo habían ayudado a acceder al poder también se hicieron latentes y los movimientos indígenas, empezaron a presionar al mandatario hasta que el acuerdo se rompió a los seis meses, después de los cuales, se sumaron a la oposición culpando a Gutiérrez de romper con el mandato popular expresado en su elección al dar un viraje en su política, dejando de lado las propuestas de corte izquierdista originales, teniendo acercamientos con el Partido Social Cristiano y Estados Unidos. Sin embargo, ciertos dirigentes indígenas, como Antonio Vargas, prefirieron quedarse en el gobierno de Gutiérrez, a pesar de su evidente viraje hacia la derecha. Es así que surgen las primeras fisuras dentro de la Conaie y Pachakutik, principalmente en la amazonía, bastión político de Gutiérrez. Es así que, como parte de la oposición a Lucio Gutiérrez, participaron y organizaron varias manifestaciones, destacándose la de enero del 2005, en la que mostraron su rechazo al Tratado de Libre Comercio con Estados Unidos, que Gutiérrez pretendía firmar. Fueron partícipes de la caída del gobierno de Gutiérrez, en la Rebelión de los forajidos del abril de 2005, no obstante, en aquella ocasión los protagonistas del golpe de Estado serían los quiteños, mientras las organizaciones indígenas tuvieron una participación minoritaria.
Para las elecciones de 2006, Pachakutik candidateó a Luis Macas, quien quedó en sexto lugar, con apenas el 2,19 % de los votos. En el balotaje, mostraron su apoyo a Rafael Correa, quien venció las elecciones. La ulterior participación en el gobierno de Gutiérrez conllevó una pérdida de cohesión interna; así la integración de dirigentes indígenas en el gobierno, en una confusión entre la organización social con la política, al que se sumó el ejercicio de prácticas que se atribuían a los partidos políticos tradicionales, tal el nepotismo o el clientelismo, acabaron por fraccionar a la organización y a la población indígena. El decepcionante resultado de Macas en las elecciones de 2006, evidenciaron la pérdida de influencia de la Conaie en los territorios indígenas.

### En el Gobierno de Rafael Correa
Luego del triunfo de Rafael Correa, la Conaie y Pachakutik apoyaron al oficialismo, haciendo campaña a favor de la aprobación de la Constitución de 2008 en el referéndum constitucional y en la reelección de Correa en las elecciones de 2009. No obstante, al poco tiempo del segundo período presidencial de Correa, Pachakutik y la Conaie rompieron con el gobierno de Rafael Correa por estar en desacuerdo con la Ley de Recursos Hídricos y por la creación de nuevas instituciones civiles indígenas y del magisterio pro gobierno. 

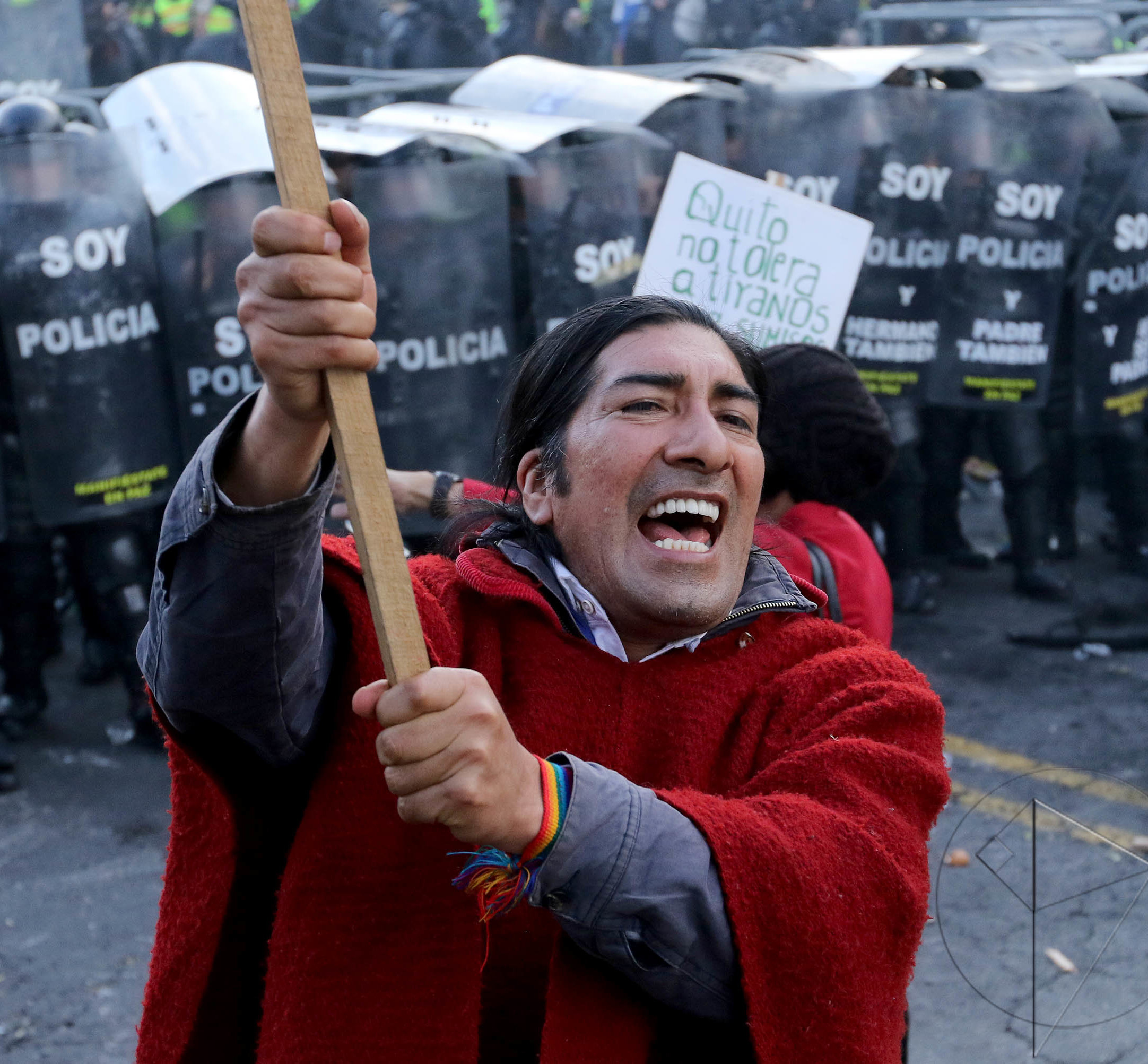
Carlos Pérez Guartambel, en ese entonces presidente de la Ecuarunari, encabezó la movilización del 13 de agosto de 2015, junto con Salvador Quishpe, Jorge Herrera, entre otros.

La ruptura con Correa, evidenció el quiebre interno que se venía arrastrando en la Conaie y Pachakutik desde años anteriores, es así que en la primera movilización contra Correa, en septiembre de 2009, apenas unos 2000 indígenas arribaron a la capital. Fueron varios los dirigentes y organizaciones de base que se apartaron de la línea política que representaban Pachakutik y la Conaie tras la ruptura con Correa, entre ellos Virgilio Hernández Enríquez, Humberto Cholango, Mario Conejo, Gilberto Guamangate, entre otros. Algunos se integraron a Alianza PAIS, o pasaron a ser aliados indirectos del oficialismo, incluso, la directiva del MUPP de Chimborazo, continuó respaldando al gobierno de Correa. En medio del levantamiento policial del 30-S, el movimiento indígena hizo un llamado «a constituir un solo frente nacional para exigir la salida del Presidente Correa», por lo que posteriormente Correa los señalaría como parte de un complot planificado por la oposición para derrocar al presidente, por lo que la catalogó como un intento de golpe de Estado.
Durante el periodo de oposición a Correa, el principal aliado de Pachakutik fue el Movimiento Popular Democrático, y las organizaciones sociales que la conformaban: el Frente Unitario de Trabajadores (FUT), la Unión Nacional de Educadores (UNE), entre otros. Para las elecciones presidenciales de 2013, Pachakutik y el MPD formaron una coalición, llamada Unidad Plurinacional de las Izquierdas, y lanzaron la candidatura presidencial de Alberto Acosta. Obtuvieron apenas el 3,26 % de votos, quedando Acosta en el sexto lugar de ocho participantes, lo que evidenció la pérdida de influencia en el país de Pachakutik. En 2015, participaron de manifestaciones en Ecuador de 2015, en rechazo a los proyectos de ley que el gobierno de Rafael Correa envió a la Asamblea Nacional, sobre la oficialización de un impuesto a las grandes herencias, a la plusvalía y la aplicación de salvaguardias arancelarias a ciertas importaciones para remediar la caída internacional del precio del petróleo, entre otros reclamos, en los que participaron todos los partidos y organizaciones opositoras a Correa, tanto de derecha como izquierda.
Para las elecciones presidenciales de 2017, Pachakutik integró la coalición denominada Acuerdo Nacional por el Cambio, que respaldaba la candidatura de Paco Moncayo. En la primera vuelta, Mocayo obtuvo el 6,71% de votos, quedando en cuarto lugar; es así que en el balotaje, Pachakutik dio su respaldo a la candidatura de Guillermo Lasso, aunque al ser Lasso representante de la derecha política, muchos miembros de Pachakutik criticaron dicho respaldo, e inclusive varias organizaciones adherentes y dirigentes, como el Movimiento Indígena y Campesino de Cotopaxi (MICC), negaron dar su apoyo a Lasso.

### División

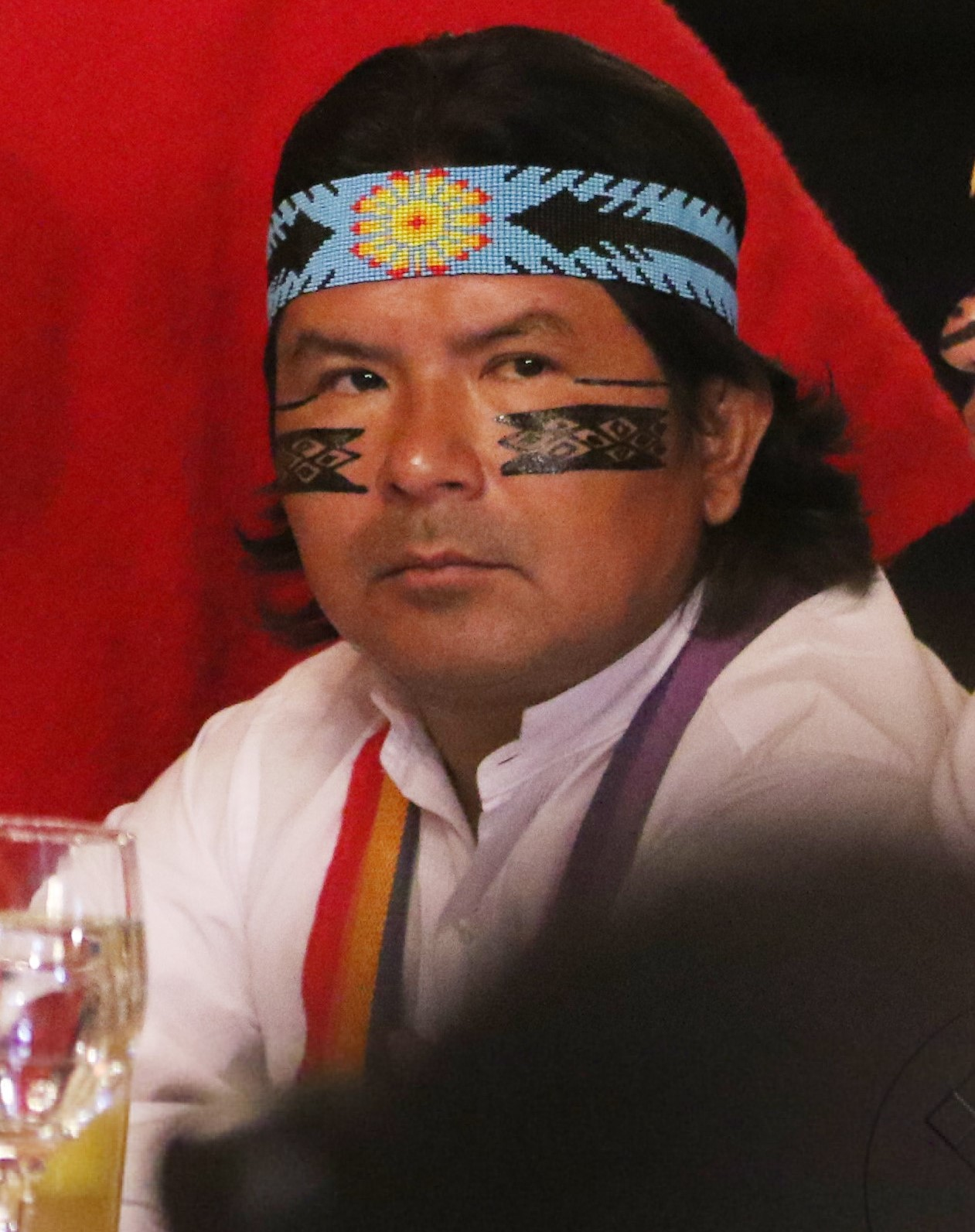
Marlon Santi, Coordinador Nacional del MUPP entre 2016 y 2023, dirigió la facción clientelista, que apoyó a los gobiernos de Lenín Moreno y Guillermo Lasso, a cambio de cuotas políticas.

En el 2017, Lenín Moreno sucede a Rafael Correa en la presidencia de la república, empezando un acercamiento con todas las principales fuerzas políticas del país, incluyendo el movimiento indígena. Es así como Pachakutik pasó a ser aliado del Gobierno de Lenín Moreno, respaldándolo en su convocatoria a la consulta popular de 2018, y en las elecciones vicepresidenciales de María Alejandra Vicuña y Otto Sonnenholzner. No obstante, conforme se evidenciaba más el viraje de Moreno hacia la derecha, reaparecieron las divisiones dentro del MUPP, puesto que la facción liderada por el Coordinador Nacional, Marlon Santi, era afín a mantener el apoyo al oficialismo, con el clientelismo político que Pachakutik había integrado los gobiernos de Gutiérrez y Correa, mientras la facción más orgánica del movimiento era afín al indigenismo y antineoliberalismo defendido por la Conaie.
Las pugnas por las candidaturas en las elecciones seccionales de 2019 hicieron que figuras como Magali Orellana y Cléver Jiménez abandonaran el movimiento. En dichos comicios, Pachakutik obtuvo cinco prefecturas y 23 alcaldías, perdiendo las prefecturas de Orellana y Zamora Chinchipe, contra Magali Orellana y Cléver Jiménez respectivamente. Las divisiones en el MUPP se hicieron más evidentes en el Paro Nacional de 2019, liderado por la Conaie, puesto que la facción orgánica de Pachakutik respaldó las manifestaciones, mientras que figuras más ligadas a la derecha, como Fernando Villavicencio, Lourdes Tibán y Salvador Quishpe, tuvieron una postura pasiva frente a la coyuntura.
No obstante, a pesar de las pugnas internas, Pachakutik se vio impulsado tras aquellas manifestaciones, llegando a obtener el tercer lugar en las elecciones presidenciales de 2021, con la candidatura presidencial de Yaku Pérez Guartambel, mientras que en las paralelas elecciones legislativas, el movimiento logró 27 escaños. Sin embargo, la candidatura de Pérez había sido impuesta por la facción clientelista de Pachakutik, liderada por Santi, mientras que la facción orgánica, buscaba postular a Jaime Vargas Vargas o Leonidas Iza, quienes lideraron las manifestaciones de 2019. Asimismo, en los comicios parlamentarios, las candidaturas fueron acaparadas por la facción de Santi. A consecuencia de ello, la Conaie se mantuvo al margen de la campaña electoral, apoyando a Pérez de forma pasiva.
Tras las elecciones, Pachakutik llegó a un pacto político con el Movimiento CREO, del presidente electo, Guillermo Lasso, en el que con el apoyo de otras fuerzas políticas, se eligió a Guadalupe Llori del MUPP como Presidenta de la Asamblea Nacional. Ante ello, Yaku Pérez abandonó el movimiento, justificando estar en contra del pacto entre Pachakutik y CREO, aunque lo hizo con la intención de formar su plataforma política propia, con miras a los siguientes comicios presidenciales, llevándose consigo a varios dirigentes del MUPP. A los pocos meses, la facción orgánica del movimiento acusó a Llori de respaldar al Gobierno de Guillermo Lasso, apoyando la investigación y la destitución de la presidenta de la Asamblea con solo un año en el cargo. Por su parte, Llori intentó toda clase de artimañas para evitar su caída, presentándose incluso una amenaza de bomba durante el proceso, aunque fue finalmente destituida en mayo de 2022, con los votos de la facción orgánica de Pachakutik a favor de su destitución, mientras que la facción aliada a Lasso no asistió a la votación, a excepción de Salvador Quishpe, quien solamente acudió a defender a Llori en el debate previo.
Debido a la política económica neoliberal del Gobierno de Guillermo Lasso, la Conaie convocó nuevamente a una movilización nacional, en junio de 2022. El Paro Nacional de 2022 mostró nuevamente la división dentro de Pachakutik, puesto que, debido a la conmoción nacional por la brutal represión de Lasso a la movilización social, la asamblea buscó la destitución de Lasso. Incluso, Fernando Villavicencio, exmilitante de Pachakutik, y en ese entonces, de los principales aliados de Lasso en el parlamento, acusó de terroristas a los manifestantes indígenas, tratando de deslegitimar la protesta social. La Conaie mostró su respaldo a dicho proceso e hizo un llamado a los asambleístas de Pachakutik a votar por la destitución del presidente, sin embargo, en la votación realizada el 28 de junio, la propuesta no obtuvo los votos necesarios, ya que la bancada oficialista, el PSC, la ID e incluso algunos legisladores de Pachakutik (como Llori), votaron en contra de la destitución de Lasso. Para 2023, estalló el Caso Encuentro, en el que salieron a la luz los vínculos del gobierno de Lasso con la mafia albanesa, por lo que el parlamento aprobó un juicio político contra Guillermo Lasso. Durante el proceso, se filtró las negociaciones de la facción clientelista de Pachakutik, con el oficialismo, en el que la subcoordinadora del MUPP, Cecilia Velasque, pedía varias cuotas políticas al gobierno a cambio de salvar a Lasso en el parlamento. Sin embargo, ante su inminente destitución, Lasso disolvió el parlamento y llamó a elecciones extraordinarias.

### Actualidad

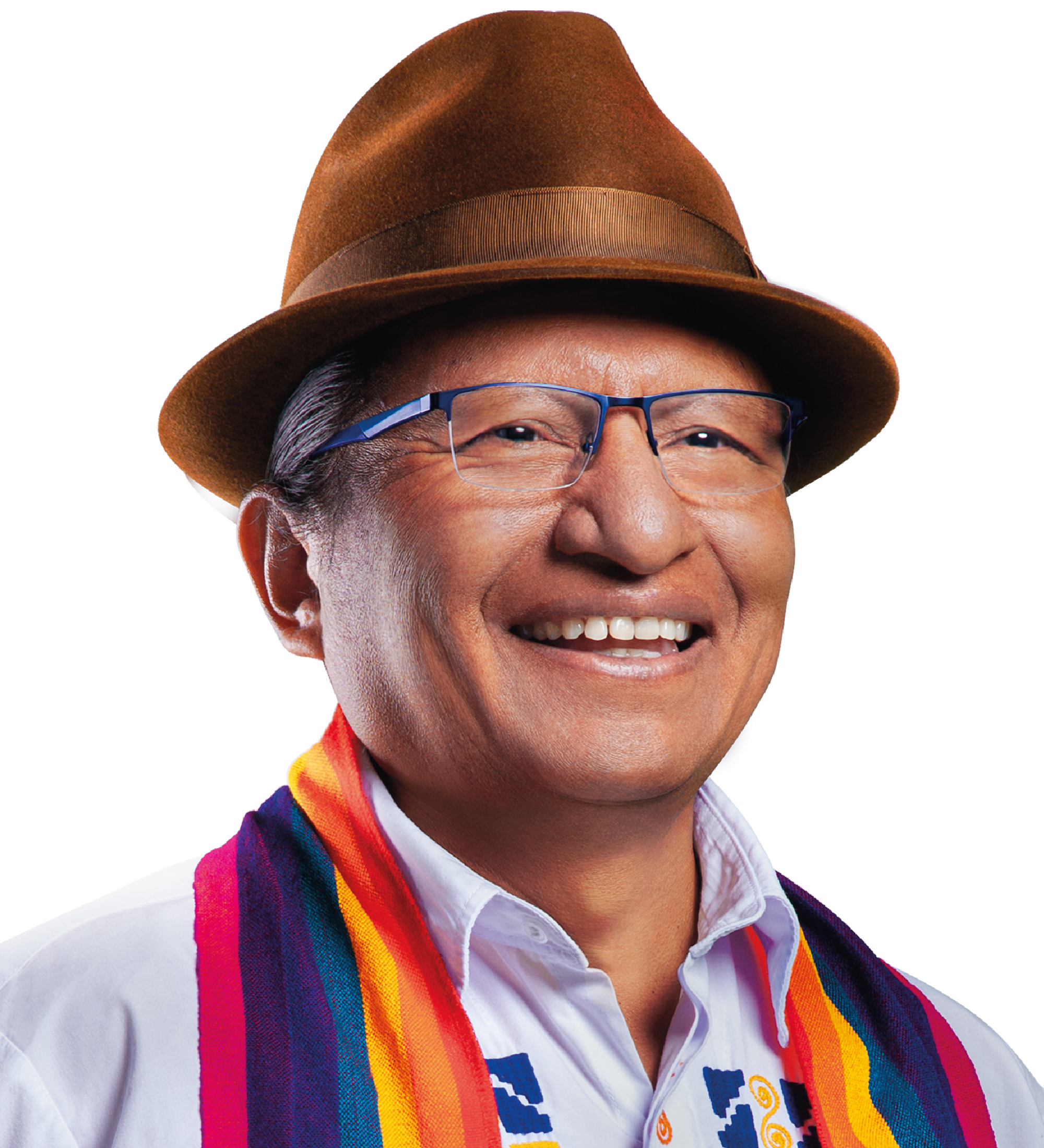
Guillermo Churuchumbi, Coordinador Nacional del MUPP desde 2023.

En los comicios seccionales de 2023, el movimiento consiguió 6 prefecturas y 26 alcaldías. Para las elecciones presidenciales extraordinarias de 2023, la facción clientelista de Pachakutik intentaría unirse a la coalición Claro Que Se Puede respaldando la candidatura de Yaku Pérez, sin embargo, el Consejo Nacional Electoral no les permitió adherirse a esta fórmula. En las simultáneas elecciones legislativas, el MUPP obtuvo 5 curules. En aquella coyuntura, el movimiento se hallaba en medio de un proceso electoral interno, en el que, la facción orgánica se impuso, eligiendo a Guillermo Churuchumbi como nuevo Coordinador Nacional del MUPP, reemplazando a Santi en 30 de noviembre de 2023, a una semana de instalarse el Gobierno de Daniel Noboa. Por tal motivo, Pachakutik se ha mantenido en la oposición al gobierno de Noboa, a diferencia de su postura ambigua durante el gobierno de Lasso. Es por ello, que el oficialismo y sus aliados han iniciado procesos de lawfare en contra de los principales líderes del movimiento.
En los comicios presidenciales de 2025, el candidato de Pachakutik fue Leonidas Iza, quien alcanzó el tercer lugar, con el 5,25%. En las simultáneas elecciones legislativas, el MUPP obtuvo 9 curules. 
Para el balotaje, el MUPP manifestó su apoyo a la candidatura de Luisa González.
Tras las elecciones, la unidad de los asambleístas de Pachakutik se quebró. La facción clientelista del movimiento llegó a un pacto político con el gobierno reelecto de Daniel Noboa donde 6 de los 9 asambleístas apoyaron la designación del asambleísta Niels Olsen a la Presidencia de la Asamblea Nacional a cambio de la segunda vicepresidencia para Carmen Tiupul.

## Resultados electorales

### Elecciones presidenciales
| Año  | Candidatos            | Candidatos            | Primera Vuelta        | Primera Vuelta        | Segunda Vuelta        | Segunda Vuelta        | Resultado             | Notas                      |
| Año  | Presidente            | Vicepresidente        | Votos                 | %                     | Votos                 | %                     | Resultado             | Notas                      |
| ---- | --------------------- | --------------------- | --------------------- | --------------------- | --------------------- | --------------------- | --------------------- | -------------------------- |
| 1996 | Freddy Ehlers         | Rosana Vinueza        | 785.124               | 20,61%                |                       |                       | 3º                    | Primera participación      |
| 1998 | No presentó candidato | No presentó candidato | No presentó candidato | No presentó candidato | No presentó candidato | No presentó candidato | No presentó candidato | No presentó candidato      |
| 2002 | Lucio Gutiérrez       | Alfredo Palacio       | 943,123               | 20,64%                | 2,803,243             | 54.79%                | Electo                | En alianza con el PSP      |
| 2006 | Luis Macas            | César Sacoto          | 119 577               | 2,19%                 |                       |                       | 6º                    | Primera vez en sexto lugar |
| 2009 | No presentó candidato | No presentó candidato | No presentó candidato | No presentó candidato | No presentó candidato | No presentó candidato | No presentó candidato | No presentó candidato      |
| 2013 | Alberto Acosta        | Marcia Caicedo        | 280 539               | 3,26%                 |                       |                       | 6º                    | Parte de la UPI            |
| 2017 | Paco Moncayo          | Monserratt Bustamante | 634 030               | 6,71%                 |                       |                       | 4º                    | Parte del ANC              |
| 2021 | Yaku Pérez            | Virna Cedeño          | 1.798.057             | 19,39%                |                       |                       | 3º                    | Mejor resultado desde 2002 |
| 2023 | No presentó candidato | No presentó candidato | No presentó candidato | No presentó candidato | No presentó candidato | No presentó candidato | No presentó candidato | No presentó candidato      |
| 2025 | Leonidas Iza          | Katiuska Molina       | 538 456               | 5,25%                 |                       |                       | 3º                    |                            |

### Elecciones legislativas

#### Congreso Nacional (1996-2007)
|  | 10.76 % |

|  | 4.15 % |

|  | 9.11 % |

|  | 4.15 % |

|  | 2.84 % |

#### Asamblea Nacional (2007-actualidad)
|  | 0.9 % |

|  | 1.5 % |

|  | 4.72 % |

|  | 2.67 % |

|  | 17.44 % |

|  | 3,65 % |

### Elecciones seccionales
|  | 0.0 % |

|  | 4.7 % |

|  | 22.94 % |

|  | 14.00 % |

|  | 13.63 % |

|  | 9.13 % |

|  | 21.15 % |

|  | 11.76 % |

|  | 13.0 % |

|  | 10.4 % |

|  | 21.74 % |

|  | 9.05 % |

|  | 25.05 % |

|  | 12.45 % |